# اوک هیل (آلاباما)
اوک هیل (به انگلیسی: Oak Hill) شهری در شهرستان ویلکاکس ایالت آلاباما است که مساحت آن ۱٫۴۵ کیلومتر مربع است و در سرشماری سال ۲۰۱۰ میلادی، ۲۶ نفر جمعیت داشته و تراکم جمعیتی آن، ۱۷٫۹۳ نفر در هر کیلومتر مربع بوده است.